# 111 Eighth Avenue
111 Eighth Avenue es un edificio de usos múltiples Art Deco de cuadra completa ubicado entre las avenidas Octava y Novena, y las calles 15 y 16 en el vecindario de Chelsea en Manhattan, Nueva York.
Con 270 000 m², es el cuarto edificio más grande de la ciudad en términos de superficie construida a a 2014. Fue el edificio más grande hasta 1963 cuando se inauguró el MetLife Building de 292 000 m². El World Trade Center (que se inauguró en 1970-1971) y 55 Water Street de 330 000 m², que se inauguró en 1972, también eran más grandes, pero el World Trade Center fue destruido en 2001. Cuando el One World Trade Center de 330 000 m2fue inaugurado en 2014, 111 se convirtió en el cuarto edificio más grande de la ciudad.
El edificio, que pertenece a Google desde 2010, es uno de los edificios de oficinas de propiedad tecnológica más grandes del mundo. También es más grande que Apple Park, la sede de Apple de 260 000 m² en Cupertino (California).

## Edificio de Comercio de la Autoridad Portuaria/Union Inland Terminal # 1
El edificio fue diseñado por Lusby Simpson de Abbott, Merkt & Co. y se completó en 1932.
El edificio tenía un diseño multipropósito cuando se inauguró en 1932 con el primer piso y el sótano designados como "Union Inland Terminal # 1", que se usaría para transportar mercancías en camión hacia y desde líneas de ferrocarril y/o embarcaderos. El edificio incluía cuatro elevadores de carga que podían transportar camiones de 20 toneladas completamente cargados.
El segundo piso fue la sección de Comercio diseñado para exposiciones y los pisos superiores fueron diseñados para manufactura.
La Union Inland Terminal fue construida por la Autoridad Portuaria para ser un almacén/estación de unión para manejar envíos de carga inferior a un vagón (LCL), consolidando las funciones de envío de los muelles del río Hudson dos cuadras al oeste del edificio, los ocho ferrocarriles troncales que operó una cuadra al oeste del edificio y las operaciones de camiones (una terminal interior, por definición, es un almacén que no está inmediatamente al lado de las líneas de ferrocarril/muelles, pero está cerca y se usa para aliviar la congestión en los puntos de transferencia).
En su apogeo en la década de 1930, la Autoridad Portuaria dijo que manejaba más de la mitad de las operaciones de carga de LCL al sur de la calle 59 en Manhattan con más de 8000 toneladas de mercancías que pasaban por ella cada mes. Solo en un día de 1937 se informó que 650 camiones habían utilizado la instalación.
Los ferrocarriles involucrados fueron el Ferrocarril de Pensilvania; Ferrocarril de Lehigh Valley; Baltimore y Ohio; Ferrocarril Erie; Delaware, Lackawanna y Western Railroad; Ferrocarril Central de Nueva Jersey; Ferrocarril Central de Nueva York; Nueva York, New Haven y Hartford.
Debido a la misión de almacén del edificio, pudo evitar algunas de las reglas de retroceso que redujeron en gran medida el espacio edificable disponible para los rascacielos que marcan el horizonte de Manhattan. Como resultado, el edificio de 15 pisos con la mayoría de sus pisos más grandes que el tamaño de dos campos de fútbol tiene más pies cuadrados rentables disponibles que el Empire State Building de 102 pisos que tiene 200 000 m². La construcción ocurrió en un momento de proyectos masivos construidos para hacer frente a lo que en ese momento era el tráfico ferroviario de carga a nivel de la calle en el lado oeste de Manhattan.
Otros proyectos en el vecindario en la época incluyeron la construcción de High Line y Starrett-Lehigh Building.

## Edificio de la Autoridad Portuaria
El plan inicial requería que se erigieran más operaciones de transporte terrestre en Manhattan. Sin embargo, el transporte de carga cambió y los ferrocarriles de carga jugaron una importancia cada vez menor en Manhattan. En 1947, su misión inicial fue prácticamente abandonada y se convirtió en el Edificio de la Autoridad Portuaria, que siguió siendo la sede de la Autoridad Portuaria hasta la apertura del World Trade Center en 1970.

## Transición a la era digital
El enorme edificio sirvió como un almacén/backoffice cada vez más reducido hasta 1998, cuando Taconic Investment Partners lo adquirió.
Taconic comenzó a comercializarlo como un lugar que se utilizaría como hotel de transporte para el nuevo y floreciente negocio de Internet. Esto se combinó con el auge de moda del barrio de Chelsea que lo rodeaba.

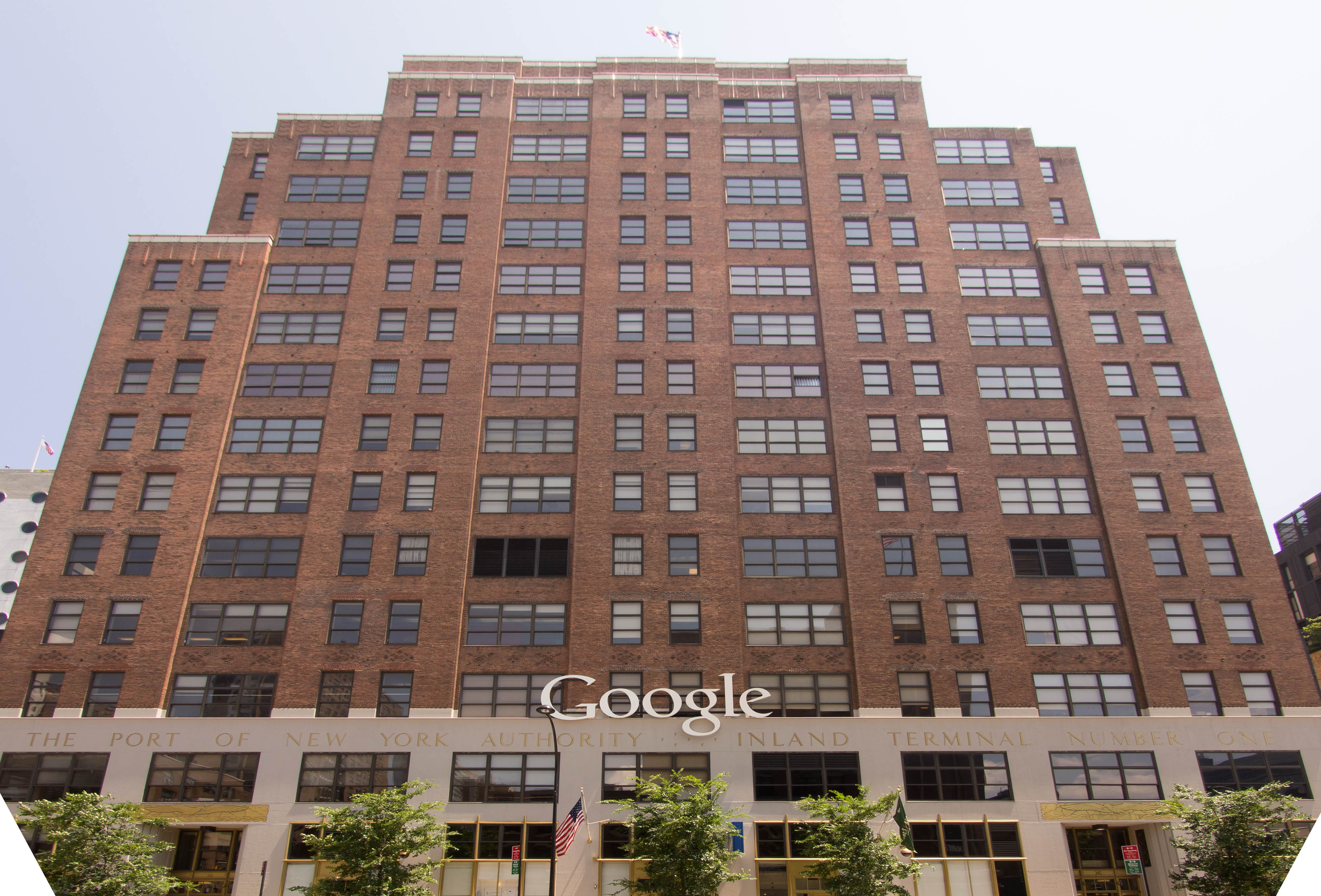
La fachada de la Novena Avenida con el antiguo logotipo corporativo de Google

En 2010, Google, que anteriormente había alquilado un espacio en el edificio, contrató la compra de la totalidad de 270 000 m², en un acuerdo valorado en alrededor de 1900 millones de dólares.
La sala de reuniones del edificio en su hotel de transporte fue una vez la más grande de la ciudad (la otra gran sala de reuniones está en 60 Hudson Street).
111 8th Avenue es adyacente a las líneas troncales de fibra oscura que se extienden desde Hudson Street y continúan hasta Ninth Avenue. Esa línea en ese momento era propiedad de Lexent Metro Connect. En el momento de la adquisición, se especulaba que Google usaría su ubicación estratégica para lanzar una operación de Google Fiber en la ciudad de Nueva York. El plan de Google Fiber nunca se cumplió y Google ha negado que tenga planes de llevarlo a la ciudad de Nueva York en cualquier momento en el futuro cercano, aunque en 2013 comenzó a ofrecer Wi-Fi gratis a sus vecinos de Chelsea. La línea de fibra oscura Lexent ha sido adquirida por Lightower Fiber Networks.
En 2013, la primera clase de la recién creada escuela Cornell NYC Tech comenzó las clases en el edificio, en un espacio donado por Google. Las clases continuaron en el edificio hasta que la escuela se mudó a su nueva ubicación en Roosevelt Island en 2017. A pesar del enorme tamaño de la adquisición, Google aún se ha visto obligada a alquilar espacio en otro lugar porque no ha podido romper los contratos de arrendamiento con algunos de sus inquilinos, incluidos Nike, Deutsch Inc. y Bank of New York. Después de años de alquilar espacio adicional al otro lado de la calle en Chelsea Market, Google compró ese edificio en 2018.

## Inquilinos notables
- Atlantic Theater Company
- DigitalOcean